# Jan Långben som uppfinnare
Jan Långben som uppfinnare (engelska: Victory Vehicles) är en amerikansk animerad kortfilm med Långben från 1943.

## Handling
Filmen utspelar sig under andra världskriget och handlar om uppfinnaren Långben som demonstrerar för en publik ett av sina fordon – hoppstyltan.

## Om filmen
Filmen är en av de kortfilmer som Disney producerade under Andra världskriget.
Filmen hade svensk premiär den 11 december 1944 på Sture-Teatern i Stockholm och ingick i kortfilmsprogrammet Kalle Anka på turné, tillsammans med de andra kortfilmerna Pluto i Brasilien, Kalle Anka får punktering, Pojkarnas paradis (ej Disney), Figaro och Cleo, Kalle Anka som luftbevakare och Jan Långben ohoj.

## Rollista
- George Johnson – Långben
- Fred Shields – berättare[8]